# Żulinek
Żulinek – część wsi Uniszki-Cegielnia w Polsce, położona w województwie mazowieckim, w powiecie mławskim, w gminie Wieczfnia Kościelna. Leży przy drodze wojewódzkiej nr .
W latach 1975–1998 Żulinek administracyjnie należał do województwa ciechanowskiego.
Znajduje się tu pomnik obrońców Mławy.